# Pony Springs
Pony Springs es un área no incorporada ubicada en el condado de Lincoln en el estado estadounidense de Nevada.

## Geografía
Pony Springs se encuentra ubicado en las coordenadas 38°19′8″N 114°36′24″O / 38.31889, -114.60667.